# خانه شادمان
خانه شادمان مربوط به دوره ایلخانی است و در یزد، خیابان امام خمینی، محله فهادان، جنب حسینیه هشت واقع شده و این اثر در تاریخ ۱۱ مرداد ۱۳۸۴ با شمارهٔ ثبت ۱۲۶۶۲ به‌عنوان یکی از آثار ملی ایران به ثبت رسیده است.